# 1847 год
1847 (ты́сяча восемьсо́т со́рок седьмо́й) год  по григорианскому календарю — невисокосный год, начинающийся в пятницу. Это 1847 год нашей эры, 7‑й год 5‑го десятилетия XIX века 2‑го тысячелетия, 8‑й год 1840‑х годов. Он закончился 178 лет назад.
| Пн | Вт | Ср | Чт | Пт | Сб | Вс |
|    |    |    |    | 1  | 2  | 3  |
| 4  | 5  | 6  | 7  | 8  | 9  | 10 |
| 11 | 12 | 13 | 14 | 15 | 16 | 17 |
| 18 | 19 | 20 | 21 | 22 | 23 | 24 |
| 25 | 26 | 27 | 28 | 29 | 30 | 31 |

| Пн | Вт | Ср | Чт | Пт | Сб | Вс |
| 1  | 2  | 3  | 4  | 5  | 6  | 7  |
| 8  | 9  | 10 | 11 | 12 | 13 | 14 |
| 15 | 16 | 17 | 18 | 19 | 20 | 21 |
| 22 | 23 | 24 | 25 | 26 | 27 | 28 |

| Пн | Вт | Ср | Чт | Пт | Сб | Вс |
| 1  | 2  | 3  | 4  | 5  | 6  | 7  |
| 8  | 9  | 10 | 11 | 12 | 13 | 14 |
| 15 | 16 | 17 | 18 | 19 | 20 | 21 |
| 22 | 23 | 24 | 25 | 26 | 27 | 28 |
| 29 | 30 | 31 |    |    |    |    |

| Пн | Вт | Ср | Чт | Пт | Сб | Вс |
|    |    |    | 1  | 2  | 3  | 4  |
| 5  | 6  | 7  | 8  | 9  | 10 | 11 |
| 12 | 13 | 14 | 15 | 16 | 17 | 18 |
| 19 | 20 | 21 | 22 | 23 | 24 | 25 |
| 26 | 27 | 28 | 29 | 30 |    |    |

| Пн | Вт | Ср | Чт | Пт | Сб | Вс |
|    |    |    |    |    | 1  | 2  |
| 3  | 4  | 5  | 6  | 7  | 8  | 9  |
| 10 | 11 | 12 | 13 | 14 | 15 | 16 |
| 17 | 18 | 19 | 20 | 21 | 22 | 23 |
| 24 | 25 | 26 | 27 | 28 | 29 | 30 |
| 31 |    |    |    |    |    |    |

| Пн | Вт | Ср | Чт | Пт | Сб | Вс |
|    | 1  | 2  | 3  | 4  | 5  | 6  |
| 7  | 8  | 9  | 10 | 11 | 12 | 13 |
| 14 | 15 | 16 | 17 | 18 | 19 | 20 |
| 21 | 22 | 23 | 24 | 25 | 26 | 27 |
| 28 | 29 | 30 |    |    |    |    |

| Пн | Вт | Ср | Чт | Пт | Сб | Вс |
|    |    |    | 1  | 2  | 3  | 4  |
| 5  | 6  | 7  | 8  | 9  | 10 | 11 |
| 12 | 13 | 14 | 15 | 16 | 17 | 18 |
| 19 | 20 | 21 | 22 | 23 | 24 | 25 |
| 26 | 27 | 28 | 29 | 30 | 31 |    |

| Пн | Вт | Ср | Чт | Пт | Сб | Вс |
|    |    |    |    |    |    | 1  |
| 2  | 3  | 4  | 5  | 6  | 7  | 8  |
| 9  | 10 | 11 | 12 | 13 | 14 | 15 |
| 16 | 17 | 18 | 19 | 20 | 21 | 22 |
| 23 | 24 | 25 | 26 | 27 | 28 | 29 |
| 30 | 31 |    |    |    |    |    |

| Пн | Вт | Ср | Чт | Пт | Сб | Вс |
|    |    | 1  | 2  | 3  | 4  | 5  |
| 6  | 7  | 8  | 9  | 10 | 11 | 12 |
| 13 | 14 | 15 | 16 | 17 | 18 | 19 |
| 20 | 21 | 22 | 23 | 24 | 25 | 26 |
| 27 | 28 | 29 | 30 |    |    |    |

| Пн | Вт | Ср | Чт | Пт | Сб | Вс |
|    |    |    |    | 1  | 2  | 3  |
| 4  | 5  | 6  | 7  | 8  | 9  | 10 |
| 11 | 12 | 13 | 14 | 15 | 16 | 17 |
| 18 | 19 | 20 | 21 | 22 | 23 | 24 |
| 25 | 26 | 27 | 28 | 29 | 30 | 31 |

| Пн | Вт | Ср | Чт | Пт | Сб | Вс |
| 1  | 2  | 3  | 4  | 5  | 6  | 7  |
| 8  | 9  | 10 | 11 | 12 | 13 | 14 |
| 15 | 16 | 17 | 18 | 19 | 20 | 21 |
| 22 | 23 | 24 | 25 | 26 | 27 | 28 |
| 29 | 30 |    |    |    |    |    |

| Пн | Вт | Ср | Чт | Пт | Сб | Вс |
|    |    | 1  | 2  | 3  | 4  | 5  |
| 6  | 7  | 8  | 9  | 10 | 11 | 12 |
| 13 | 14 | 15 | 16 | 17 | 18 | 19 |
| 20 | 21 | 22 | 23 | 24 | 25 | 26 |
| 27 | 28 | 29 | 30 | 31 |    |    |

## События
- 23 февраля — американо-мексиканская война; второй, решающий день сражения при Буэна-Виста
- 27 февраля — скончался (возможно, отравлен) президент Гаити генерал Жан-Батист Рише, пытавшийся сконцентрировать власть в своих руках и провести реформы. Власть временно перешла Совету государственных секретарей.
- 1 марта — правящая элита Республики Гаити назначает на пост президента страны 65-летнего командующего президентской гвардией генерал-лейтенанта Фостена Эли Сулука[1].
- 14 апреля — британское судно «Клеопатра»[англ.] перевозившее каторжников из Мумбаи в Сингапур затонуло во время тропического циклона; погибло более 250 человек[2].
- 18 апреля — Мексиканская кампания Скотта: Сражение при Серро-Гордо.
- 15 мая — Мексиканская кампания Скотта: армия Скотта вступила в Пуэблу.
- 26 июля — на западном побережье Африки провозглашена Республика Либерия, основанная освобождёнными рабами из США[3].
- 19 августа — Мексиканская кампания Скотта: первый день сражения при Контрерас.
- 8 сентября — Сражение при Молино-дель-Рей
- 15 сентября — Американо-мексиканская война: армия США взяла столицу Мексики город Мехико[4].
- 1 октября — Вернер фон Сименс, совместно с Иоганном Гальске создал фирму Telegraphen-Bauanstalt Siemens & Halske; компания известна как Siemens AG.
- 3 октября — премьер-министром Испании в третий раз стал генерал Рамон Мария Нарваэс[5].
- 4 ноября — сэр Джеймс Янг Симпсон применил хлороформ в акушерской практике[6].
- 12 ноября — в городе Пожонь открылось Государственное собрание Венгрии[7]
- 19 октября — вышел в свет роман «Грозовой перевал» Эмили Бронте[8].

### Без точных дат
- В декабре вышел в свет роман «Грозовой перевал» Эмили Бронте и роман «Агнес Грей» Энн Бронте[9].
- Рождение городского транспорта в Москве — запущена линейка (такая же конка, но без рельс).

## Родились
См. также: Категория:Родившиеся в 1847 году
- 17 января — Николай Егорович Жуковский, русский учёный (ум. 1921).
- 11 февраля
  - Томас Алва Эдисон, американский изобретатель (ум. 1931).
  - Кацура Таро, премьер-министр Японии в 1901—1905, 1908—1911 и 1912—1913 годах (ум. 1913).
- 3 марта — Александер Грэм Белл, американский изобретатель и предприниматель (ум. 1922).
- 10 апреля — Джозеф Пулитцер, американский издатель и журналист (ум. 1911).
- 12 апреля — Егор Иванович Золотарёв, русский математик (ум. 1878).
- 10 мая — Вильгельм Киллинг, немецкий математик (ум. 1923).
- 16 мая — Иван Владимирович Цветаев, российский историк, археолог, филолог и искусствовед, создатель и первый директор Музея изящных искусств в Москве (ныне — Музей изобразительных искусств имени А. С. Пушкина) (ум. 1913).
- 2 июня (по другим сведениям — 16 апреля) — Нил Фёдорович Филатов, русский врач, основатель русской педиатрической школы (ум. 1902).
- 9 июля — Владимир Фёдорович Снегирёв, русский врач-гинеколог, один из основоположников российской гинекологии (ум. 1917).
- 10 июля — Владимир Георгиевич Глики, русский медик, приват-доцент Московского университета; доктор медицины (ум. 1887).
- 13 августа — Александр Фёдорович Баталин, русский ботаник и педагог (ум. 1896).
- 20 августа — Болеслав Прус (Александр Гловацкий), польский писатель (ум. 1912).
- 10 сентября — Иван Яковлевич Фойницкий, российский криминалист, ординарный профессор (ум. 1913)
- 14 сентября — Павел Николаевич Яблочков, русский электротехник (ум. 1894).
- 10 октября — Георге Дима, румынский композитор (ум. 1925).
- 18 октября — Александр Николаевич Лодыгин, русский электротехник, изобретатель лампы накаливания (ум. 1923).
- 21 октября — Антонио Фаваро, итальянский математик, историк математики (ум. 1922).
- 30 октября — Галилео Феррарис, итальянский электротехник (ум. 1897).
- 16 ноября — Николай Данилович Юргенс, русский морской офицер, гидрограф и полярный исследователь (ум. 1898).
- 4 декабря — Яков Оттонович Наркевич-Иодко, белорусский учёный-естествоиспытатель, врач, изобретатель электрографии и беспроволочной передачи электрических сигналов, профессор электрографии и магнетизма (ум. 1905).

## Скончались
См. также: Категория:Умершие в 1847 году
- 10 января — Павел Степанович Карцов — российский государственный деятель, генерал-майор, действительный статский советник и 15-й губернатор Рязанской губернии (род. 1785).
- 10 марта — Чарльз Хэтчетт, британский химик и минералог (род. 1765).
- 27 апреля — Станислав Бонифацы Юндзилл, литовский естествоиспытатель, профессор Виленского университета (род. 1761).
- 30 апреля — эрцгерцог Карл Людвиг Австрийский, герцог Тешен, австрийский полководец и военный теоретик, фельдмаршал, участник Революционных и Наполеоновских войн (род.1771)
- 15 мая — Макарий (Глухарёв), российский православный миссионер, переводчик Библии.
- 29 мая — Антоний Болеслав Глебович, польский публицист, переводчик и издатель (род. 1801).
- 23 августа — Ян Чечот, польский поэт и белорусский фольклорист (род. 1796).
- 4 ноября — Феликс Мендельсон, немецкий композитор, пианист, дирижёр (род. 1809).
- 7 декабря — Роберт Листон (род. 1794), шотландский хирург-новатор, изобретатель.
- 16 декабря — Алексей Гаврилович Венецианов, русский художник (род. 1780).
- 17 декабря — Мария-Луиза Австрийская, императрица Франции в 1810—1814 годах, вторая супруга Наполеона I (род. 1791).
- Кенесары Касымулы — казахский султан, чингизид, внук хана Абылая. С 1841 года — последний хан всех трёх казахских жузов,